# بآک
بآک (به هلندی: Baak) یک منطقهٔ مسکونی در هلند است که در برونک‌هورست واقع شده‌است. بآک c نفر جمعیت دارد.